# 프랑스 왕실

프랑스 국왕 대문장.

왕실(프랑스어: Maison du Roi 메종 뒤 르와[mɛzɔ̃ dy ʁwa][*])은 프랑스 국왕의 내수사다. 앙시앵 레짐 및 부르봉 왕정복고 시기에 프랑스 왕가 구성원의 군사, 내수, 종무 수행단을 구성했다.

## 조직
왕실의 업무와 구성은 근세 시대를 거치며 여러 번 변화했다. 다른 나라의 궁내관에 해당하는 프랑스 대총장이 왕실 전체의 필두로서 다른 왕실관리들은 모두 대총장에게 딸렸다. 16세기에서 17세기 사이에는 왕실부(프랑스어: Département de la Maison du Roi 데파르테망 드 라 메종 뒤 르와[*])라는 부처가 따로 있어서 왕실 업무를 관장했고, 그 부처를 관장하는 대신을 왕실국무대신이라고 했다. 왕실 구조는 앙리 3세 시절인 1578년, 1585년, 그리고 17세기에 장바티스트 콜베르가 개편을 했다.

### 군사부문
왕실의 군사부문은 프랑스 군사왕실(프랑스어: Maison militaire du roi de France)이라고 했다. 군사왕실은 기병 및 보병부대들로 이루어진 근위여단들로 구성되었다. 근위대 장교는 신사 이상 계급에만 개방되었으나, 가끔 다른 육군 부대의 정예 평민 부대를 차출해오기도 했다. 군사왕실 부대는 의전부대가 아니었고, 16-17세기 프랑스의 대부분의 군사작전에 참여한 실전부대였다.

### 종무부문
왕실의 종무부문인 프랑스 종무왕실(프랑스어: Maison ecclésiastique du roi de France)의 필두는 프랑스 대자선관(프랑스어: Grand aumônier de France)였다. 이 직책은 프랑수아 1세가 설치했으며, 주로 주교가 보임했다. 왕하예배당(프랑스어: la chapelle du roi)은 단일 건물을 말하는 것이 아니고 왕의 종무 수행단을 말하는 것으로서, 왕가 구성원들의 미사나 세례 같은 종무, 그리고 대민 구휼이나 자선 활동 같은 것을 관장했다.
종무왕실의 2인자는 제1자선관으로, 제1자선관은 대자선관을 보좌했으며 대자선관 유고시 그 직을 대리했다. 그리고 일반적인 사제 업무를 보는 일반자선관(프랑스어: aumôniers ordinaires)들, 왕의 안전에서 설교를 하는 왕실설교사(프랑스어: prédicateur du roi), 그리고 왕의 개인 고해사제 등이 있었다.
한편 왕실 악사들도 종무왕실에 속했다. 이들은 크게 예배기도당(프랑스어: chapelle et oratoire)과 대예배당(프랑스어: grande chapelle)으로 나뉘었다. 예배기도당은 기도장(프랑스어: maître de l'Oratoire)이 담당하며 말로 하는 미사를 집전했고, 대예배당은 예배장(프랑스어: maître de la chapelle)이 담당하며 평성가를 부르는 미사를 집전했다.  루이 15세 시기에 이 두 음악 부서들이 통폐합되었고, 1761년에는 직제를 종무왕실에서 덜어내 민사왕실 산하 시종원으로 이동시키면서 예배장직을 폐지하였다.

### 내수부문
왕실의 내수부문인 프랑스 민사왕실(프랑스어: Maison du Roi civile)은 여러 개의 산하 부서들로 나뉘었고, 그 산하 부서들의 수는 때에 따라 달랐다. 루이 14세 치세에는 22개 부서가 있었다. 각 부서의 수장들을 프랑스 왕실중신(프랑스어: grands officiers de la maison du roi de France)들이라고 했다. 왕실중신들 중 대총장, 대시종관, 대향사는 왕관중신이기도 했지만 나머지는 그렇지 아니하였으며, 왕실중신과 왕관중신은 일치하는 개념이 아니었다. 16-17세기 민사왕실의 관리 수는 1000-2000 명 정도였다.
주요 산하 부서는 다음과 같다.
왕실사옹원(프랑스어: Bouche du roi 부쉬 뒤 르와[*])
가장 큰 부서로, 왕의 식사를 담당했다. 필두는 제1숙수장(프랑스어: Premier Maître d'hôtel 프러미예 메트러 도텔[*])이었다. 산하에 술, 반찬, 빵, 과일 등 각자 다른 분야의 요리를 담당하는 7개 부서가 있었다.
왕실시종원(프랑스어: la chambre du roi 라 샹브레 뒤 르와[*])
두 번째로 큰 부서로, 왕의 침소와 개인 수행을 담당했다. 수장은 대시종관이었다.
왕실시종은기소유흥원(프랑스어: argenterie, menus plaisirs et affaires de la chambre du roi 아르젱트리 머뉘 플레지르 어페르 드 라 샹브레 뒤 르와[*])
연극, 발레를 비롯한 궁정 오락, 유흥을 담당. 담당관은 왕실소유흥관이었다.
의전원(프랑스어: cérémonies)
1585년 앙리 3세가 설치한 부서로, 왕가 구성원의 결혼, 장례, 대관식 같은 의식을 담당했다. 수장은 의전총장이며, 의전장과 의전보조관 등이 총장을 보좌했다.
마사원(프랑스어: écurie)
왕실 마굿간. 1582년 기준 두 부문으로 나뉘었다. 대마사원(프랑스어: Grande Écurie)은 대향사가 담당했으며, 왕의 순행, 거동이나 의전수행단을 감독했다. 소마사원(프랑스어: Petite Écurie)은 제1향사(프랑스어: premier écuyer)가 담당했고, 향사, 종자, 마부 등 일꾼을 감독했다.
수렵원
왕실 사냥터. 대수렵관이 담당했으며, 산하에 기마수렵, 늑대사냥, 매사냥, 맷돼지사냥 등의 분과가 나뉘었고 각 분과를 담당하는 관리들이 따로 있었다.

## 같이 보기
- 프랑스 왕관중신

## 참고 자료
- Bernard Barbiche, Les institutions de la monarchie française à l'époque moderne, XVIe - XVIIIe siècle, Paris : PUF, 1999, 2nd edition. 2001.
- Père Anselme de Sainte-Marie (o.c.m.), Histoire généalogique et chronologique de la Maison royale de France, des pairs et grands officiers de la Couronne et de la Maison du Roi, Compagnie des Libraires associés, 1737.
- Jean-François Solnon, art. « Maison du roi », Dictionnaire du Grand Siècle, s. dir, François Bluche, Fayard, 1990.
- Louis Susane, Histoire de la cavalerie française (3 vols). Reprinted C. Terana, Paris, 1984. ISBN 2-904221-03-4.